# Pailherols
Pailherols – miejscowość i gmina we Francji, w regionie Owernia-Rodan-Alpy, w departamencie Cantal.
Według danych na rok 1990 gminę zamieszkiwało 171 osób, a gęstość zaludnienia wynosiła 7 osób/km² (wśród 1310 gmin Owernii Pailherols plasuje się na 677. miejscu pod względem liczby ludności, natomiast pod względem powierzchni na miejscu 325.).